# Озеро Олеандра (заказник)
Озеро Олеандра — гідрологічний заказник місцевого значення. Об'єкт розташований на території Турійської селищної територіальної громади Ковельського району Волинської області, на північ від с. Новий Двір, біля с. Поляна.
Площа — 31,4 га, статус отриманий у 1994 році, реорганізований у 2000 році на підставі рішення Волинської облради від 30.05.2000 № 12/3. Перебуває у віданні Турійської селищної рада.
Охороняється озеро карстового походження Олеандра площею 20,2 га, об'ємом  — 1523,1 тис. м³, середньою глибиною — 7,5 м, максимальною — 21,7 м з рівним піщаним дном, лише частково замуленим у прибережній частині, прозорою водою. Береги озера піщані, лише західне узбережжя заросло повітряно-водними макрофітами. 
В озері водяться риби: вугор європейський, лящ, короп, в'юн, окунь, щука, лин, плітка. У заказнику мешкають та розмножуються водоплавні і навколоводні птахи: лебідь-шипун, лиска, крижень, чирянка велика, кулик-сорока, коловодники звичайний і болотяний, курочка водяна, пірникози велика і мала та інші.

## Галерея

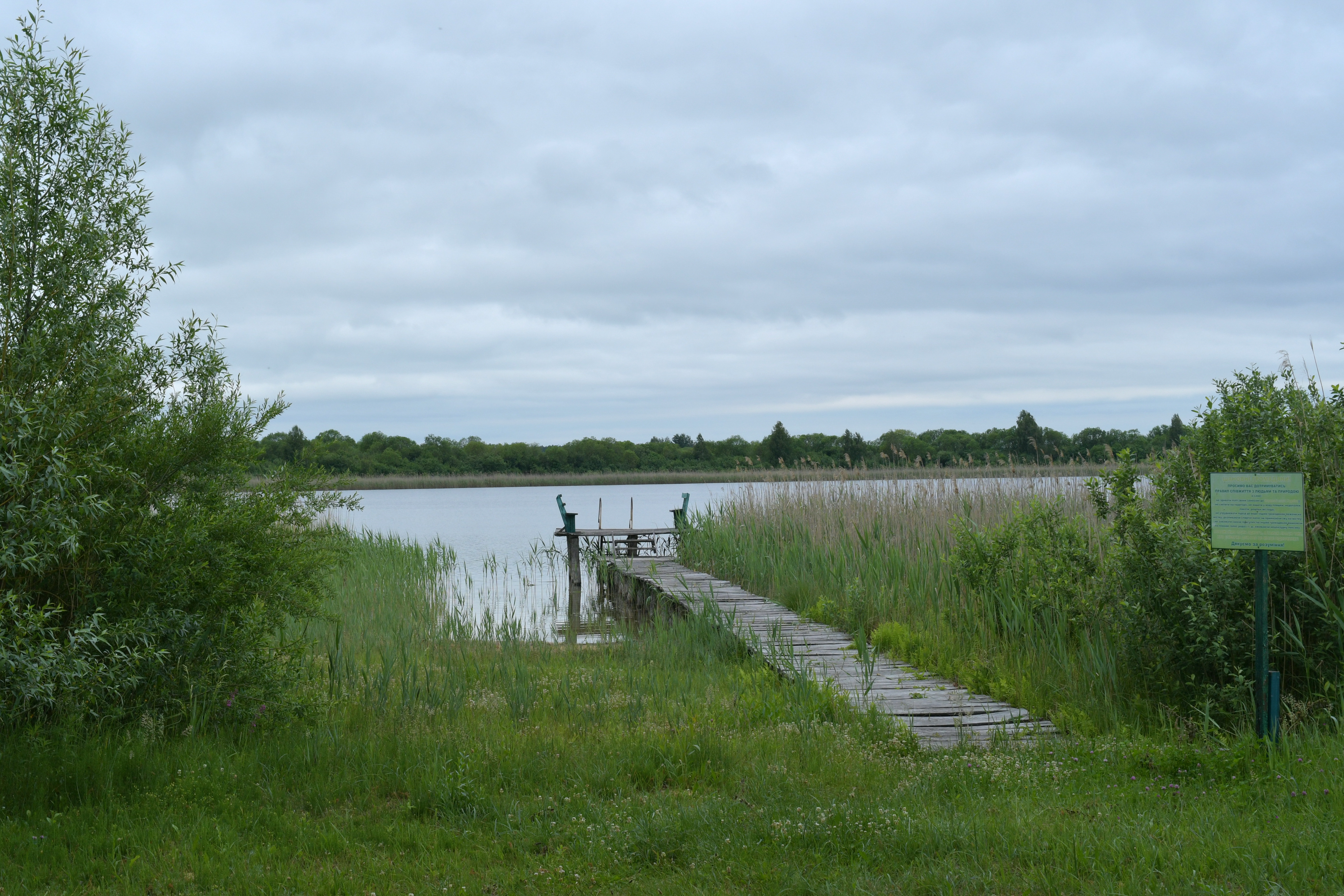
Вигляд з містка зі східного берега озера
- Вигляд зі східного берега озера
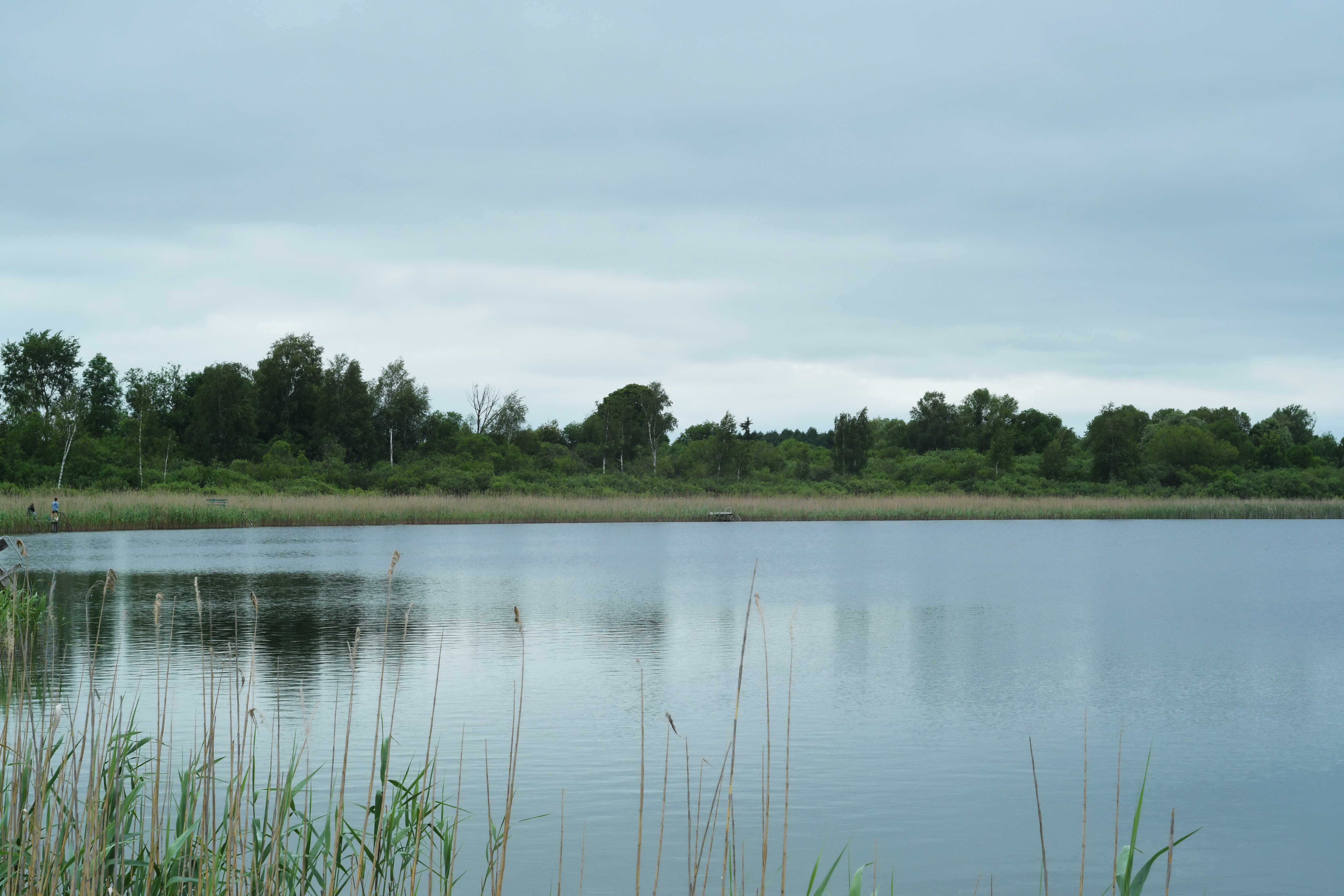
Південний берег озера
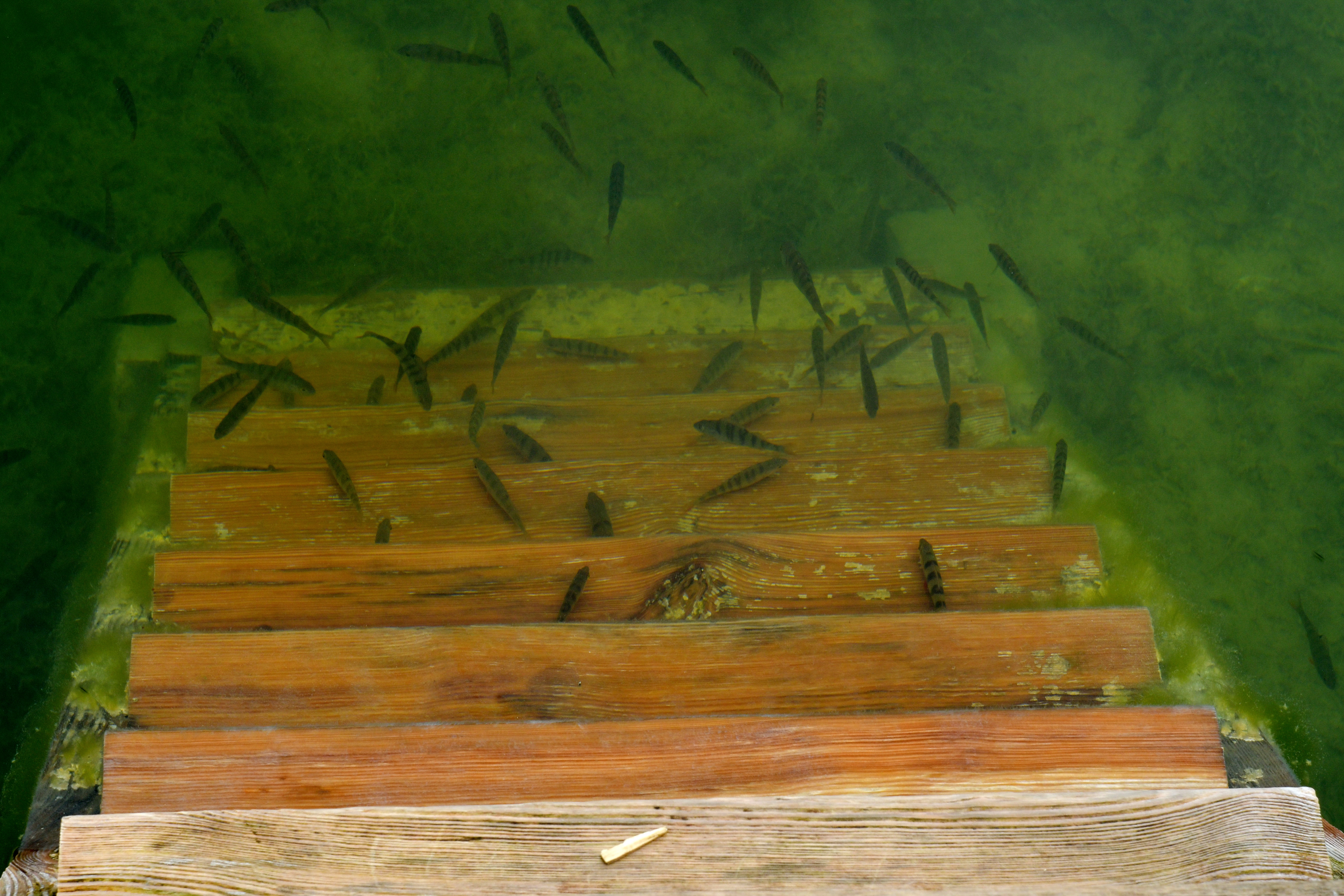
Малі рибки
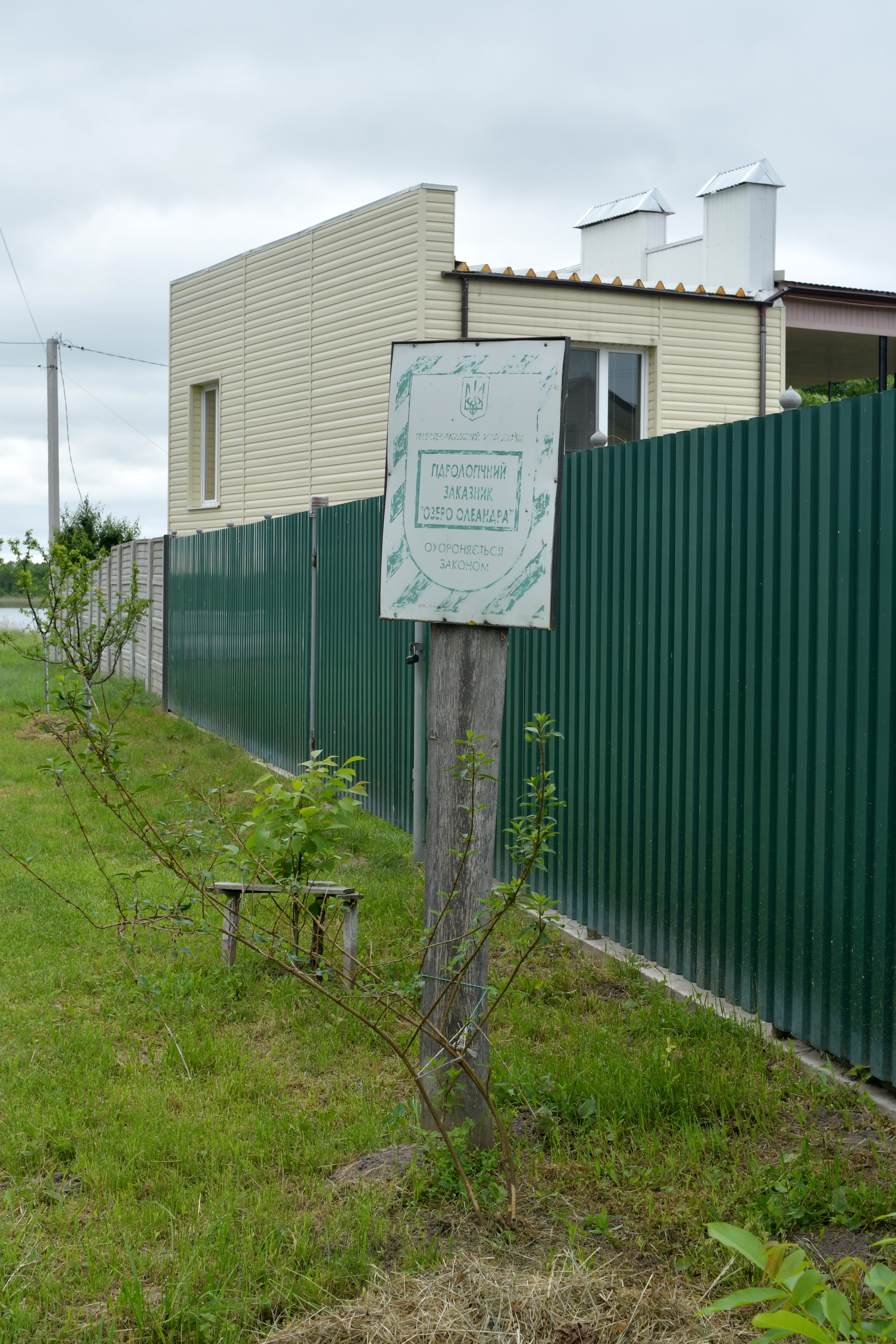
Охоронна дошка
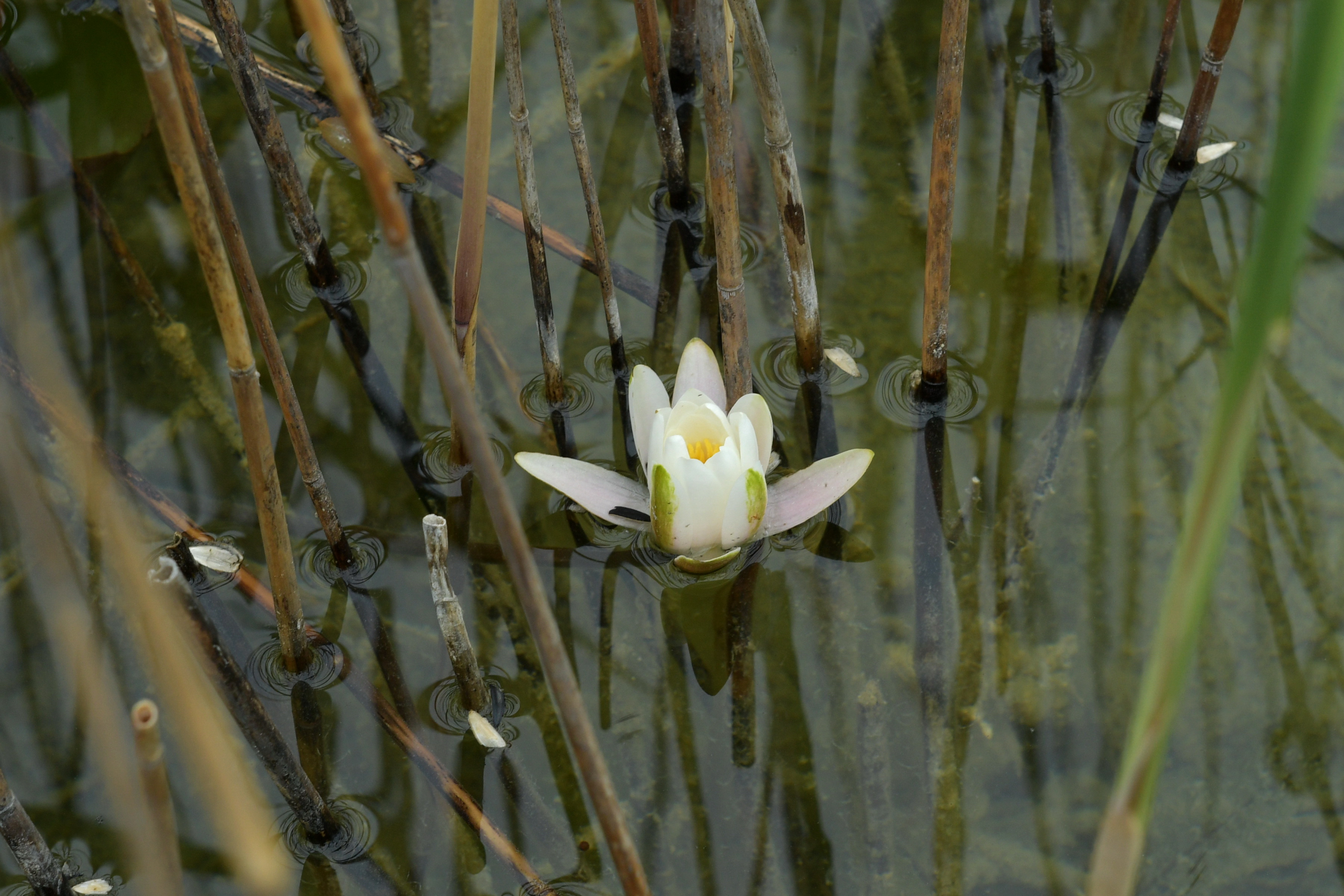
Латаття біле